# St. Ulrich (Sindorf)

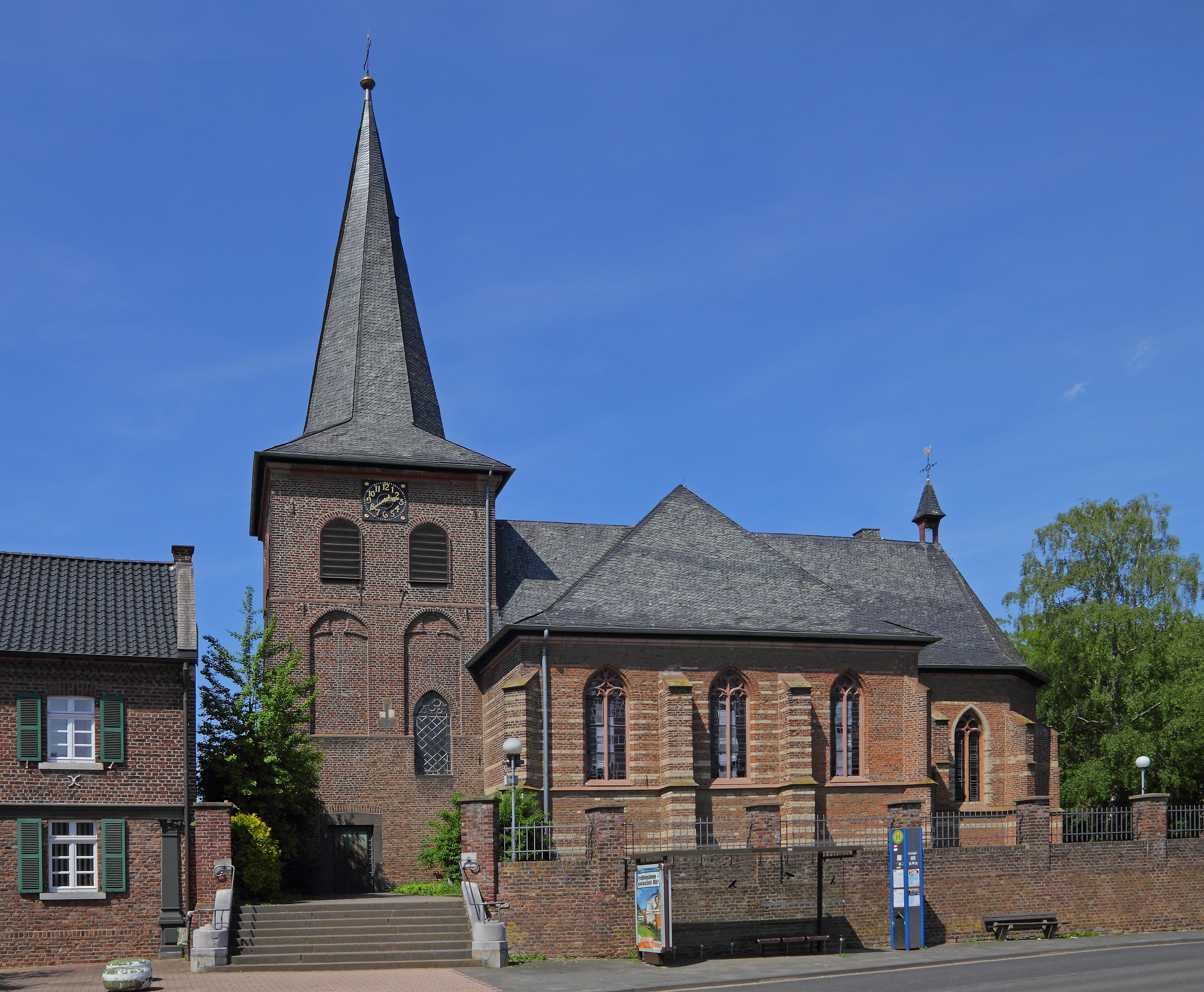
St. Ulrich in Sindorf

St. Ulrich ist die alte römisch-katholische Pfarrkirche und heutige Filialkirche des Kerpener Stadtteils Sindorf im Rhein-Erft-Kreis in Nordrhein-Westfalen. Das Gotteshaus gehört zur Pfarre St. Maria Königin, Sindorf.
Die Kirche ist unter Nummer 45 in die Liste der Baudenkmäler in Sindorf (Kerpen) eingetragen und dem hl. Ulrich von Augsburg geweiht.

## Geschichte
Eine Kirche in Sindorf wurde erstmals um das Jahr 1300 im liber valoris erwähnt. Die alte Kirche in Sindorf ist eine dreischiffige, gotische Hallenkirche mit vorgesetztem dreigeschossigem Glockenturm und fünfseitig geschlossenem Chor im Osten. Das Gotteshaus wurde um das Jahr 1484 errichtet, nachdem der Vorgängerbau Mitte des 15. Jahrhunderts eingestürzt war. Im Jahr 1805 musste die Kirche nach einem Brand renoviert werden. Im Zweiten Weltkrieg wurde St. Ulrich durch Beschuss beschädigt. Diese Schäden wurden um 1950 beseitigt.
Da die alte Pfarrkirche für das stark gewachsene Sindorf zu klein geworden war, wurde zwischen 1953 und 1956 nach Plänen von Fritz Schaller die heutige Pfarrkirche St. Maria Königin errichtet. Damit verlor St. Ulrich den Rang der Pfarrkirche und wurde zur Filialkirche herabgestuft.

## Ausstattung
In der Kirche befinden sich eine gotische Sakramentsnische, ein Taufstein aus dem 15. Jahrhundert, darauf ein Messingdeckel von 1660 und zwei Beichtstühle von Anfang des 19. Jahrhunderts. Die Buntglasfenster sind freie Kompositionen von Wilhelm Buschulte aus dem Jahr 1959.

### Orgel
Die Orgel wurde 2010 von der Firma Weimbs Orgelbau aus Hellenthal erbaut und am 2. Mai 2010 eingeweiht. Das Instrument wurde ebenerdig in der Kirche aufgestellt. Das Schleifladen-Instrument hat elf Register auf zwei Manualwerken und Pedal. Die Register des Solowerks sind auf Wechselschleifen stehende Register des Hauptwerkes; nur der Gedackt 8′ ist eine echte Transmission, damit dieses für die Liturgie wichtige Register auf beiden Manualen gleichzeitig angespielt werden kann. Die Spiel- und Registertrakturen sind mechanisch. Das Instrument ist mit einem Tremulanten ausgestattet.
| I Hauptwerk C–g3 |             |        |
| 1.               | Principal   | 8′     |
| 2.               | Gedackt     | 8′     |
| 3.               | Salicional  | 8′     |
| 4.               | Octave      | 4′     |
| 5.               | Rohrflöte   | 4′     |
| 6.               | Quinte      | 2 ⁄3′  |
| 7.               | Superoctave | 2′     |
| 8.               | Terz        | 1 3⁄5′ |
| 9.               | Mixtur III  | 1 ⁄3′  |
| 10.              | Oboe        | 8′     |

| II Solowerk C–g3 |                        |        |
| 11.              | Gedackt (= Nr. 2)      | 8′     |
| 12.              | Salicional (WS Nr. 3)  | 8′     |
| 13.              | Rohrflöte (WS Nr. 5)   | 4′     |
| 14.              | Quinte (WS Nr. 6)      | 2 ⁄3′  |
| 15.              | Superoctave (WS Nr. 7) | 2′     |
| 16.              | Terz (WS Nr. 8)        | 1 3⁄5′ |
| 17.              | Oboe (WS Nr. 10)       | 8′     |

| Pedalwerk C–f1 |         |     |
| 19.            | Subbass | 16′ |

- Koppeln: II/I, I/P, II/P